# Taybeh
Taybeh (arabisch الطيبة aṭ-Ṭayyiba) ist eine Ortschaft in den Palästinensischen Autonomiegebieten. Sie hat ungefähr 2100 Einwohner und liegt ca. 10 Kilometer östlich von Ramallah, in einem kleinen Abschnitt der B-Gebiete, der von allen Seiten mit israelischen Siedlungen und Militärbasen umgeben ist. Das Dorf, das als das biblische Ephraim gilt, wohin sich Jesus Christus vor seiner Passion zurückzog (Joh 11,54 ), ist heute der einzige fast komplett christliche Ort im Heiligen Land.

## Wirtschaft

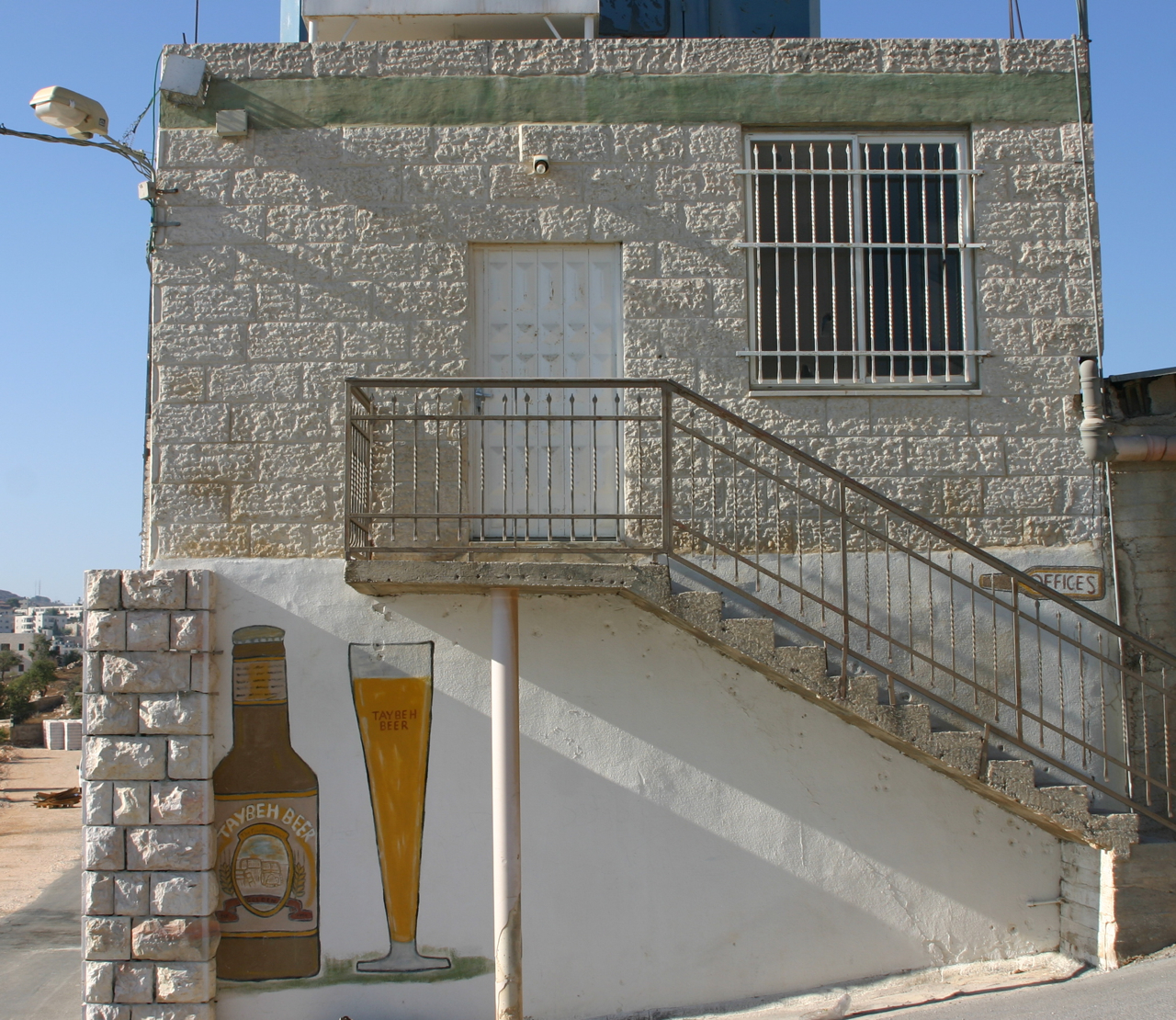
Eingang zur Taybeh-Brauerei

Bekannt ist Taybeh vor allem wegen seiner 1994 von dem christlichen Palästinenser Nadim Khouri gegründeten Taybeh-Brauerei, die als einzige im Nahen Osten nach dem bayerischen Reinheitsgebot braut. Gezielte Fördermaßnahmen der Konrad-Adenauer-Stiftung und Hanns-Seidel-Stiftung (z. B. beim Ausrichten des ersten Oktoberfestes in Palästina) brachten wertvolle Impulse für die Entwicklung des Unternehmens, das eines der wenigen Hoffnungsträger in der seit Beginn der Zweiten Intifada darniederliegenden palästinensischen Wirtschaft ist. Wie beim Münchner Vorbild fand das erste Taybeher Oktoberfest im September 2005 statt, allerdings aus Rücksicht auf den Ramadan. Seither findet das zweitägige Fest am ersten Wochenende im Oktober statt. Die Brauerei produziert insbesondere für den arabisch-muslimischen Markt auch alkoholfreies Bier.

## Geschichte
Taybeh wird mit dem im Buch Josua genannten Ort Ophrah oder mit Ephraim, dem Ort, an den Jesus sich nach dem Johannesevangelium mit seinen Jüngern zurückzog, identifiziert. Josephus erwähnt diesen Ort in seinem Jüdischen Krieg. In byzantinischer Zeit wurde im 5. Jahrhundert die erste Kirche die heutige Georgskirche, errichtet. Zudem befanden sich in der Umgebung zwei Klöster, von denen noch Ruinen erhalten sind.
Im 12. Jahrhundert bauten die Kreuzfahrer direkt daneben eine zweite Kirche.
Charles de Foucauld (1858–1916), ein französischer Priester und Mönch, verbrachte 1889 und 1898 einige Tage in Taybeh.
Abderraouf Abderrazeq, ein Veteran des Großen Arabischen Aufstandes von 1936 bis 1939 und des Palästinakriegs, der den Großmufti von Jerusalem, Mohamed Amin al-Husseini, hasste, wurde nach 1948 mit dieser Motivation zum Kollaborateur und unterstützte Israel als „Berater für arabische Angelegenheiten“.
Am 4. September 2005 wurde die Ortschaft Opfer einer Vergeltungsaktion, da angeblich ein Christ aus Taybeh eine verheiratete Muslimin aus dem Nachbarort geschwängert hatte. Die muslimischen Nachbarn verübten an der Schwangeren einen Ehrenmord und brannten zur Wiederherstellung der Dorfehre vierzehn Häuser in Taybeh nieder, wobei siebzig Menschen obdachlos wurden. Auch die Brauerei wäre bei dem Vorfall beinahe niedergebrannt worden.
Am 19. April 2013 versuchten israelische Siedler, das Kloster von Taybeh und die angrenzende Kapelle zu besetzen.
Am 25. Juni 2025 griffen Dutzende bewaffneter israelischer Siedler Taybeh und das nahe gelegene Dorf Kafr Malik an. Sie setzten Häuser und Fahrzeuge in Brand. Drei Palästinenser wurden erschossen, wobei unklar ist, ob sie von den Siedlern oder den israelischen Verteidigungskräften getötet wurden. Die Washington Post berichtete, dass es sich um den letzten in einer Reihe von gewalttätigen Überfällen auf palästinensische Dörfer im Westjordanland gehandelt habe, die oft ungestraft in Anwesenheit israelischer Soldaten oder direkt mit deren Hilfe durchgeführt würden. Zum zweiten Mal innerhalb weniger Tage griffen israelische Siedler das Dorf am 8. Juli 2025 an. Sie legten Brände an Autos, Gebäuden und Olivenhainen. Am 14. Juli 2025 besuchten christliche Würdenträger und internationale Diplomaten das Dorf, um ihre Solidarität zu bekunden. Zu den anwesenden Kirchenvertretern zählten unter anderem der griechisch-orthodoxe Patriarch von Jerusalem, Theophilos III und der Lateinische Patriarch von Jerusalem Pierbattista Pizzaballa. Es waren Botschafter und Konsularvertreter aus Europa und den Vereinigten Staaten vor Ort. Man forderte eine internationale Untersuchung der Angriffe. Kardinal Pizzaballa sagte: „Es handelt sich um systematische Angriffe auf Christen, wie wir sie in der gesamten Region beobachten. Selbst im Krieg müssen heilige Stätten geschützt werden“.